# André 3000
André Lauren Benjamin (Atlanta, Georgia; 27 de mayo de 1975), más conocido como André 3000, es un rapero, cantante, compositor, actor y productor discográfico estadounidense. Formó parte del grupo de hip hop Outkast y es considerado uno de los mejores raperos de todos los tiempos.

## Biografía
André Lauren Benjamin nació en Atlanta, Georgia, el 27 de mayo de 1975,  hijo único de la agente inmobiliaria Sharon Benjamin y el agente de cobranzas Lawrence Harvey Walker. Su madre soltera lo crio en Atlanta, East Point y Buckhead, donde asistió a la escuela primaria Sarah Smith, la escuela secundaria Sutton, la escuela secundaria Northside, la academia McClarin Success y la escuela secundaria Tri-Cities. Encontró a su futuro socio en Outkast, Antwan André Patton, también conocido como Big Boi cuando iba al instituto de Tri Cities en Georgia tras batallas de rap que se realizaban informalmente.

## Trayectoria

### Outkast
Benjamin y Patton se unieron para formar Outkast, llamado así porque los dos vestían de manera diferente a sus compañeros de clase y para hacer referencia a su sentimiento de que los raperos del sur eran excluidos de las rivalidades entre la Costa Este y la Costa Oeste en el hip-hop contemporáneo. El dúo se conocía originalmente como 2 Shades Deep, pero lo cambiaron a Outkast porque otro grupo de canto local se llamaba 4 Shades Deep. Benjamin originalmente usó el nombre artístico de Black Wolf, inspirado en el músico de blues Howlin' Wolf.
En 1993 sacaron su primer sencillo, Player's Ball, con la disquera LaFace Records, sencillo que tuvo un alto reconocimiento y los puso en el mapa de la escena, trayendo líricas que intentaban en parte revivir el conscious rap que habían hecho años atrás grupos como De La Soul o A Tribe Called Quest, como reflejar la vida de Atlanta de la época.
Con el arduo éxito del sencillo se fueron lanzado unos cuantos más tras el transcurrir de 1993 y 1994, para el 26 de abril de 1994, ser lanzado oficialmente Southernplayalisticadillacmuzik, que cuando se lanzó, ambos miembros tenían 18 años. El álbum aunque se trata de la vida callejera de Atlanta de los años, sigue teniendo esa introspección y conciencia dada por el dúo en los anteriores sencillos promocionales. Aunque pese al gran éxito que tuvieron estos, entre ellos el anteriormente nombrado, Player's Ball, solo alcanzaría el puesto número 20 de la lista Billboard, que para la década significaba que el disco había vendido más o menos 500.000 copias, por debajo de Illmatic de Nas y Ready to Die de Notorius B.I.G. Un año después, en 1995, serían nominados como Mejor Nuevo Grupo de Rap en los premios Source, que a pesar de las controversias, solo sería el comienzo de la historia que el dúo estaba por hacer.
En sus dos álbumes siguientes, ATLiens (1996) y Aquemini (1998), Outkast experimentó con su sonido añadiendo elementos de trip hop, soul y jungle. Los álbumes también se vieron influenciados por el regreso a los géneros musicales negros tradicionales, siendo el funk el ejemplo más destacado. El estilo y el lirismo de Outkast volvieron a recibir elogios comerciales y de la crítica. Con la representación que el dúo hace de sí mismos como extraterrestres fuera de lugar en ATLiens , las letras de Benjamin, en particular, se destacaron por su tinte surrealista y espacial: «la personalidad funkadélica, futurista y aparentemente desconocida, extraña o excéntrica proyectada por André 3000 crea la oportunidad de trascender las caracterizaciones más pronunciadas de gánsteres y proxenetas que tan a menudo asumen los raperos negros».
El cuarto álbum de Outkast, Stankonia (2000), presentó el nuevo alias de Benjamin, André 3000 (en gran parte para diferenciarse de Dr. Dre y anunciar una nueva personalidad tras su separación de Badu) y aumentó el atractivo crossover del grupo con el sencillo «Ms. Jackson», que alcanzó el número 1 en el Billboard Hot 100. En 2002, André 3000 fue referenciado en la canción "Till I Collapse" de Eminem, quien lo consideró uno de los mejores raperos de todos los tiempos.
En 2003, Outkast publicó Speakerboxxx/The Love Below, un doble CD que refleja las diferencias en el estilo de música del grupo. La mitad del álbum es de André, The Love Below, que recoge los mayores éxitos entre el público, con los populares sencillos "Hey Ya!" y "Roses". El cuarto sencillo y video (tercero de Andre), "Prototype", fue puesto a la venta poco después, mientras que el Speakerboxxx de Big Boi triunfaba con el hit "The Way You Move" y con el más reciente sencillo "Ghetto Musick." The Love Below fue, a diferencia de Speakerboxxx, un ejercicio de funk, jazz, y música alternativa combinada con la técnica vocal de André.
Benjamin no solo se ha visto influenciado por grupos como A Tribe Called Quest y 2 Live Crew, sino por otros estilos musicales como el punk y el new wave (The Ramones, the Buzzcocks y The Smiths). También hizo sus pinitos en el mundo del cine, apareciendo en películas como The Shield, Be Cool, Semi Pro, Revólver (2005), siendo coprotagonista en Four Brothers. 
En el año 2006, Benjamin junto a Big Boi lanzan una película dirigida por Bryan Barber llamada Idlewild (En España, titulada Ritmo salvaje), y semanas más tarde, un disco a modo de banda sonora, aunque también incluye temas inéditos, con el mismo nombre de la película. Ainda en 2006 creó la serie animada original de Cartoon Network llamada Clase de 3000. 
En 2011 colaboró con la cantante estadounidense Ke$ha en la canción «Sleazy Remix 2.0.: "Get $leazier"» (con Wiz Khalifa, Lil Wayne, André 3000 y T.I.). El 7 de junio, Big Boi filtró una colaboración con Benjamin y Sleepy Brown titulada «Lookin' 4 Ya», que originalmente había sido pensada para el álbum debut en solitario de Big Boi Sir Lucious Left Foot: The Son of Chico Dusty antes de que fuera bloqueada por Jive Records para que no apareciera en el álbum.
Benjamin colaboró con Jay-Z en la canción "I Do" de Young Jeezy, lanzada el 10 de enero de 2012. Colaboró con Gorillaz en la canción "DoYaThing". Más tarde ese mismo año, Benjamin también participó en el álbum de TI , "Trouble Man: Heavy Is the Head", en la canción " Sorry ". TI comentó que la colaboración fue un momento de orgullo para él.
En 2013 colaboró como el actor principal de la película biográfica de Jimi Hendrix llamada "Jimi: All Is by My Side". En 2014, Benjamin apareció en el segundo álbum de estudio de Future, miembro de Dungeon Family, Honest , en una canción titulada "Benz Friendz (Whatchutola)".
En noviembre de 2015, Benjamin hizo una aparición sorpresa como invitado en la canción "Hello" del mixtape de Erykah Badu, But You Caint Use My Phone.
El 13 de mayo de 2018, en el Día de la Madre , Benjamin lanzó dos canciones sorpresa a través de su cuenta de SoundCloud, "Me&My (To Bury Your Parents)" y una pista instrumental de 17 minutos, "Look Ma No Hands", que contó con Benjamin en clarinete bajo y James Blake en piano.
En 2021 junto a Kanye West lanzó un sencillo llamado Life Of The Party. En 2022 actuó en la película "Ruido de fondo" (White Noise) dirigida por Noah Baumbach.
En 2023 lanzó "New Blue Sun", un álbum completamente instrumental interpretado en su totalidad por Benjamin tocando la flauta.

## Apodos
André tiene varios apodos: "Dre" (su apodo original), "Possum Allawishes Jenkins", "Jugymudi", "3 Stacks", "Benjamin André" y "Johnny Vulture" (por ejemplo en el álbum de Gwen Stefani, Love. Angel. Music. Baby., en el que produce y aparece en las canciones "Bubble Pop Electric" y "Long Way To Go"). Estos apodos quedan representados en el videoclip de “Hey Ya”, donde aparecen todos los clones con diferentes nombres ("Johnny Vulture", "Possum Jenkins", "Dookie", "André (Ice Cold) 3000", y "Benjamin André", al igual que los tres "The Love Haters".

## Moda
Benjamin lanzó la línea de ropa "Benjamin Bixby" en la primavera de 2008, que se inspiró en el fútbol universitario de mediados de la década de 1930.

## Vida personal
Benjamin tuvo una relación con la artista de neo soul Erykah Badu. Juntos, tuvieron un hijo, Seven. Benjamin ha relatado en varias canciones las experiencias de su relación, incluida la ruptura de la pareja. Uno de sus hits con Outkast, "Miss Jackson", va dedicada a la madre de Erykah (cuyo verdadero nombre es Kolleen Wright). Benjamin también ha escrito canciones sobre su turbulenta juventud. Benjamin, en el quinto álbum de estudio de Outkast, Speakerboxxx / The Love Below, nos muestra en la vigésima canción del segundo disco "A Life In The Day Of Benjamin André" una autobiografía, repasando todas las cosas importantes de su vida, tales como cuando conoce a Big Boi, o lo de su romance con Erykah Badu.
En 2004, la People For The Ethical Treatment Of Animals (PETA) lo nombró el vegetariano más sexy del año. 